# ア・チェンジ・イズ・ゴナ・カム
「ア・チェンジ・イズ・ゴナ・カム」（英: "A Change Is Gonna Come"）は、アメリカ合衆国の歌手サム・クックが、1964年12月22日に「シェイク」のB面として、RCAビクターより発表した楽曲である。プロデュースはヒューゴ&ルイージが、オーケストラの指揮はルネ・ホールが手掛けた。
1963年、黒人であるサム・クックとそのバンドが、当時白人専用であったシュリーブポートのホリデイ・インにチェックインしようとして逮捕されたことが本作のきっかけである。当時ルイジアナ州では公共の施設においてまだ人種隔離が行われており、この事件は公民権運動が変えようとしている不公正の例として取り上げられた。この事件の数か月後クックは、後に公民権運動のアンセムとなる「ア・チェンジ・イズ・ゴナ・カム」のレコーディングを行った。
クックの過去のシングル曲に比べると大ヒット作とは言えないものの、「ア・チェンジ・イズ・ゴナ・カム」（「ひとつの変化が来つつある」の意）はクックの最高傑作として広く認められており、さまざまな刊行物の投票で史上最高の楽曲のひとつとされている。2007年にアメリカ議会図書館の全米録音資料登録簿に「文化的、歴史的、美的に重要」であるとして保存されることになった。

## 背景
クックは1957年の全米ヒット以来白人ファンも多く獲得し、翌年には自身の音楽出版社も設立するなど、すでに成功した人気ポップシンガーであった。1963年10月8日、クックはホリデイ・イン・ノースに予約の電話をかけ、彼の妻バーバラのために部屋をおさえた。しかし、クックと彼の一団が到着したとき、フロント係は神経質な視線を走らせ、空室がないと説明した。クックの兄弟チャールズが抗議している間、クックはいきり立ち、支配人に会うために大声をあげ、返答を受け取るまで立ち去ることを拒否した。クックの妻は、彼を落ち着かせようと説得しながら、「彼らはあなたを殺してしまう」と述べた。するとクックは「彼らは私を殺さない、なぜなら私はサム・クックだから」と返した。やがて、従業員たちがクックに対して去るよう促すと、一団は侮辱を叫び訴え、クラクションを鳴らしながら、車で走り去った。そして、クックらがダウンタウンのスプレイグ・ストリートにあるキャッスルモーテルに到着すると、待ち構えていた警察は、彼らを治安紊乱の容疑で逮捕した。『ニューヨーク・タイムズ』は翌日、「ニグロのバンドリーダー、シュリーブポートで逮捕される」という記事を、AP通信を通して掲載した。しかし、アフリカ系アメリカ人たちはこのことに憤慨し、事件にまつわる神話の創造や物語の脚色、その他の話を作ることへと繋がった。なお、シュリーブポートは1960年代には黒人人口が白人より多い町であった。
また、本楽曲はボブ・ディランの「風に吹かれて」の影響も受けている。クックは、アメリカにおける人種差別についての痛切な楽曲が、黒人でなかった者によって発表されたことに感激すると同時に、自分自身がそのような曲を未だ書いていないことに悔しさを覚えた。その直後に、クックがプロテストソングを書くことができなかった理由は、彼自身のイメージやファンの基盤が白人であったためであるが、自身のレパートリーにすぐに組み込むほど、クックは非常に「風に吹かれて」を気に入っていた。

## 録音と制作
1963年のクリスマスの後、新曲を書き上げたばかりのクックは、興奮さめやらぬ様子で自宅にJ. W.アレクサンダーを招いた。アレクサンダーが到着すると、クックはアレクサンダーのギターにのせて二回歌い、その二回目には完成した詞が乗せられた。アレクサンダーは、これを彼がこれまでに試みた何よりも個人的かつ政治的なものであるとみなし、二人はこの楽曲を録音することにとても興奮した。この楽曲はこれまでクックが発表した曲よりも重く、ポップでないため、利益を得られないかもしれないと、アレクサンダーはクックに警告した。しかし、クックがそれを気にすることはなかった。クックはアレクサンダーに、自分の父親が誇りに思ってくれるような楽曲にしたいと説明したという。伝記作家のピーター・グラルニックは、「これまでに彼が書いたどの楽曲よりも簡単に作られたものである」と語っている。
クックは、彼の協力者であるルネ・ホールに、クック自身の望みについては具体的な説明はしなかったが、「曲に必要な楽器やオーケストレーション」を与えるために手渡した。以前に、彼らは共同で編曲を行ったことがあったが、今回は初めてホール自らが最終的な編曲を全て行い、彼は映画のスコアのように豊かなシンフォニック・ストリングスを作曲した。
AFOレコードのドラマーであったジョン・ボードローは、オーケストラ用の編曲に威圧され、コントロール・ルームから出ることを拒否してしまった。セッション・ミュージシャンであり、クックの過去の作品に度々参加していたドラマーのアール・パーマーが、隣の部屋で演奏をしており、ボードローの抜けた穴を埋めた。ルイージ・クレイトアーは、クックにさらなるテイクを頼み、8回目のテイクは「ほぼ完璧な」ものとなった。ルイージは、この楽曲がそれまでの彼のヒットの中では、極めて深刻であると同時に、独自に自分らしく仕上げたことを考慮し、非常に満足していた。しかしクックは当初、何よりもまずヒットメイカーであったルイージが、社会を意識した歌を尊重しないのではないかと想像していた。

## スタッフ
「ア・チェンジ・イズ・ゴナ・カム」は1964年1月30日にカリフォルニア州ハリウッドのRCAスタジオで録音された。エンジニアのウォリー・ハイダーが出席しており、セッションはルネ・ホールが指揮・アレンジを担当した。同じミュージシャンで同日に"Falling in Love"も録音した。2003年のコンピレーション・アルバムPortrait of a Legend: 1951–1964のライナーノーツによると、クレジットは以下のとおりである。
| - Sam Cooke – lead vocals - SR Crain – backing vocals - Paul Foster – backing vocals - Jimmie Outler – backing vocals - Richard Gibbs – backing vocals - JJ Farley – backing vocals - René Hall – guitar - Norman Bartold – guitar - Arnold Belnick – guitar - Clifton White – guitar - Chuck Badie – bass guitar - Earl Palmer – drums - Harold Battiste – piano - William Hinshaw – French horn - Emil Radocchia – marimba, timpani, percussion | - William Kurasch – trumpet - Louis Blackburn – trombone - John Ewing – trombone - David Wells – trombone - Harry Hyams – viola] - Alexander Neiman – viola - Israel Baker – violin - Irving Lipschultz – violin - Leonard Malarsky – violin - Jack Pepper – violin - Ralph Schaeffer – violin - Sidney Sharp – violin - Darrel Terwilliger – violin - Tibor Zelig – violin - Emmet Sargeant – cello |

## 楽曲構成
それぞれのヴァースは異なるテンポの流れから構成されており、ホルンやストリングスが入り、ティンパニがブリッジを支えている。レコーディングにおけるフレンチ・ホルンは、憂鬱な感覚を伝えることを目的として取り入れられている。
当時における全てのアフリカ系アメリカ人の人生と葛藤を反映するため、クックは歌にメンフィスやシュリーブポート、バーミングハムにおける出来事のような、自らの個人的体験を楽曲に取り入れた。「あの空の上がどうなっているか、私には解らない」という歌詞には、地球における絶対的正義についてクックが抱いている疑問が込められている。最後の歌詞でクックが助けを求めた彼の「兄弟」とは、前述のアレクサンダーが以前にクックに語った「体制」のメタファーである。そして、歌詞は「だが彼は私を挑発し、跪かせる」と続く。

## リリース
クックは、1964年2月7日の『ザ・トゥナイト・ショー・スターリング・ジョニー・カーソン』にて「ア・チェンジ・イズ・ゴナ・カム」を初披露した。当時、クックの新しいマネージャーであったアラン・クレインは、この曲に夢中になり、全国民の前で歌う必要があると感じていた。そこで彼は、クックに最新シングル「グッド・ニュース」の宣伝を取りやめて、代わりに「ア・チェンジ・イズ・ゴナ・カム」を披露するよう勧めた。しかし、アルバムのリリースは1ヵ月先を予定しており、短時間で編曲を行わなければいけないとの理由で、クックは反対した。それでもクレインは、RCAにフルストリング・オーケストラを雇うよう手配し、クックは金曜日の『ザ・トゥナイト・ショー』にて 「ベイズン・ストリート」を歌った後、ついに「ア・チェンジ・イズ・ゴナ・カム」を披露した。NBCのタイムキーパーは業務日誌に「イッツ・ア・ロング・タイム・カミング」（“長く時間がかかった”の意であり、歌詞の一部からの引用）というタイトルを記録しているが、局側がパフォーマンスのテープを保存していなかったため、映像は現存していない。クレインとアレクサンダ―はどちらも、クックのキャリアにおいて重要な瞬間になると感じていたが、その2日後にビートルズがCBSの『エド・サリヴァン・ショー』にて演奏したことが、クックの影を薄くしてしまったという。
この曲は、1964年2月にアルバム「エイント・ザット・グッド・ニューズ」のB面1曲目として発表された。10ヶ月後のシングルリリースの際には、ブリッジ部分の前にある（ 「私が映画に行くと...」という歌詞から始まる）ヴァースとコーラスがラジオ放送用に削除されたものがラジオ放送用に用意された。そして、時期が隣接したことから、公民権運動にも取り上げられた。しかし、楽曲が発表される二週間前の1964年12月11日に、サム・クックはロサンゼルスのモーテルにて銃殺された。

## 評価
「ア・チェンジ・イズ・ゴナ・カム」は公民権運動のアンセムとなり、クックの最高傑作とみなされている。長年に渡って、本楽曲は広く賞賛されており、2005年にはローリング・ストーンの選ぶオールタイム・グレイテスト・ソング500の12位に、音楽業界と報道陣の投票によって選ばれている。そして、ピッチフォーク・メディアが選ぶ「1960年代のベスト・ソング200曲」においても、投票で3位で選ばれている。また、ナショナル・パブリック・ラジオ（NPR)がこれまでに録音した中で、「最も重要な300曲」のうちの1曲でもあり、2007年3月現在、アメリカ議会図書館の全米録音資料登録簿に選ばれた25曲のうちの1曲にもなっている。Acclaimed Musicは、本楽曲を1964年における3番目の名曲に選ぶと同時に、「歴史において偉大な曲」の46番目にも選んでいる。NPRはこの曲を「公民権時代の最も重要な曲の一つ」と呼んでいる。
ローリング・ストーンの選ぶオールタイム・グレイテスト・ソング500（2021年版）において3位に選ばれている。

## チャート
| チャート (1965)               | Peak position |
| ----------------------------- | ------------- |
| ビルボードR&Bシングルチャート | 9             |
| ビルボードホット100           | 31            |

## カバー
- ザ・バンド – アルバム『ムーンドッグ・マチネー』（1973年）収録
- ブライアン・マックファーデン – アルバム『オーティス』（2019年）収録